# Географія Маджипура
Маджипур — планета, вигадана американським письменником-фантастом Робертом Сілвербергом, на якій відбуваються події його творів так званого «Маджипурського циклу».
Маджипур в декілька разів більшій за Землю; водночас він не має металевого ядра і взагалі дуже бідний на метали і мінеральну сировину, через що, завдяки значно меншій за земну середній густині сила тяжіння на планеті не відрізняється від земної. Бідність планети на метали і її розташування осторонь галактичних торговельних шляхів подається як причина її промислового і технологічного занепаду, коли високотехнологічні прилади і механізми (наприклад, екіпажі на повітряній подушці), які залишилися з ери заселення, сусідують з в’ючними тваринами (яких запрягають в ці екіпажі).
Планета має декілька супутників (згадуються «великі» і «малі» луни), але точна їх кількість залишається невідомою.

## Географія
На планеті існує три компактно розташованих материка: Алханроель на сході, Зімроель на заході і Сувраель на півдні, скупчені в північній половині однієї з півкуль планети; південний континент Сувраель знаходиться десь поблизу екватора. Між континентами розташоване Внутрішнє Море, яке, зважаючи на розміри планети, більше за будь-який з земних океанів. У Внутрішньому морі знаходиться Радамаунтський архіпелаг з Островом Сну на північному сході від нього. Згадуються також ненаселені острова на захід від Зімроеля. Решту планети (більше половини її окружності по екватору) займає Великий Океан, перетнути який нікому не вдавалося і про який, власне, мало що відомо.

## Алханроель
Алханроель — найбільший і найгустіше заселений континент, він має приблизно прямокутну форму з довгим виступом на південно-східному кінці — півостровом Стойєнзар. Саме тут на Маджипурі вперше висадилися люди. Це найкраще освоєний з маджипурських континентів, він добре постачається водою, а його ґрунти дуже родючі. Втім, розміром Алханроель значно перевищує Євразію, і тут представлені усі типи природних зон за винятком арктичної тундри, в тому числі степові і пустельні. Наприклад, сухий степ покриває значну територію між західними околицями Замкової Гори і портами західного узбережжя; посеред степу знаходиться місто Сайсівондейл, яке виконує функції транспортного вузла і перевалочної бази трансконтинентальної торгівлі. На північному заході надзвичайно суха пустеля Валмамбра відокремлює від решти континенту область довкола Тріггойна — міста чаклунів. У внутрішніх областях південного Алханроеля, на північному заході від Лабіринту знаходиться пустельна місцевість, яка, за легендою, була штучно створена за давніх часів п'юриварами з метою остаточно зруйнувати свою колишню священну столицю Велалізер, де трапилося страшне святотатство.

### Замкова Гора
Над середніми широтами східної частини континенту в панує Замкова Гора — велетенський гірський масив, найвищій пік якого досягає висоти 50 км над рівнем моря, тобто виступає далеко за межи придатної для дихання атмосфери. На вершині Замкової Гори знаходиться резиденція короналя — Замок Гори; над горою за допомогою кліматичних машин створюється штучна атмосфера, в який постійно підтримується весняна погода м’яких субтропіків.
Довкола Замкової Гори на її схилах кількома пасмами розташовані П’ятдесят Міст Гори з населенням в десятки мільйонів осіб кожне; це найбільш урбанізована і найщільніше заселена область Маджипура. Територію між Містами Гори займають безліч садів, парків, ландшафтних та мисливських заповідників та заказників, які створювалися і підтримувалися короналями Маджипура протягом тисячоліть. На північ, південь і захід від Гори простягається величезна сільськогосподарська область, яка постачає гігантські мегаполіси харчовими продуктами та сировиною. Області між східними схилами Гори і океаном майже не населені, а удовж океанського узбережжя тягнеться високий гірський хребет, який затримує вологі вітри з океану.
На північно-східному краї континенту існує ще один значний гірський масив з піками Зігнор і Хеймон, нижчими за Замкову Гору, але також дуже високими. В цих місцях клімат не такий сприятливий, як довкола Замкової Гори; тут існують добре виражені пори року: дощі падають лише взимку, а літом повністю припиняються, внаслідок чого сільське господарство тут вимагає розвиненої системи іригації.
З Замкової Гори стікають декілька великих річок; дві з них, Глейдж і Сті, що течуть на південь, судноплавні цілорічно і слугують основними транспортними артеріями для добре розвиненої і щільно заселеної області континенту між Горою і Лабіринтом. Окрім основних річок на континенті існує безліч менших річок, які, втім, довжиною і повноводністю відповідають велетенським розмірам континенту
На півдні Алханроеля, посеред безплідної пустелі знаходиться Лабіринт — підземне місто, яке слугує резиденцією понтифіка. На півночі від Лабіринту існує озеро Рогуаз, в яке вливається річка Глейдж, одна з річок, що течуть з Замкової Гори. Озеро має лише підземний стік; води Глейджа витікають з нього по підземному руслу, яке знову виходить на поверхню далеко на півдні. Звідси Глейдж тече по рідко заселеним територіям, покритим мангровими болотами, і вливається до Внутрішнього Моря.

## Зімроель
Зімроель лише трохи менший за Алханроель; цей континент заселявся пізніше, і значні його території досі рідко заселені і перебувають у первісному дикому стані. Посеред джунглів внутрішнього Зімроеля знаходиться резервація п'юриварів.
Клімат на Зімроелі, особливо в південній його частині, більш тропічний і вологий, ніж на Алханроелі, і значні його території покривають дощові ліси, але на крайньому північному сході існує гірська країна з більш помірним, навіть суворим кліматом — Прикордоння Кінтора. Вершини Кінторських гір — єдине місце на планеті, де випадає сніг; подекуди він не тане протягом всього року, утворюючи льодовики. В романі «Гори Маджипура» в ізольованих долинах Кінторських гір знаходять племена людей, які протягом тисячоліть не мали контактів з рештою планети; ці люди живуть у дуже примітивний спосіб, а їхня мова за тисячоліття ізольованого розвитку стала незрозумілою для маджипурців.

### Зімр
Визначною географічною рисою північної частини Зімроеля є річка Зімр — гігантський водний потік довжиною понад 10000 км, в десятки разів потужніший за земну Амазонку. Річка бере початок у західних відрогах Кінторських гір і тече на південний схід, перетинаючи весь континент і приймаючи до себе безліч приток. Вона судноплавна від самого витоку, надзвичайно широка і має дуже швидкий плин. На її берегах стоять сотні великих міст, в тому числі гігантська Ні-Мойя — вируючий мегаполіс з населенням в тридцять мільйонів осіб, найбільше місто континенту. Навіть в Кінторі, біля свого витоку, річка має декілька кілометрів завширшки. Біля Ні-Мойї, де Зімр приймає до себе води своєї притоки Стейча, його ширина сягає 10 км, і з одного його берега іншого майже не видно; в нижній течії, перед влиттям до Внутрішнього Моря ширина річкового потоку перевищує 100 км. Біля гирла Зімра на його південному березі розташоване ще одно значне місто континенту — Піліплок, велетенський морський порт і планетарний центр полювання на морських драконів.

### Розлом Дюлорн
Східну частину континенту з південного сходу на північний захід перетинає Розлом Дюлорн — величезна, широка і пряма, як стріла рифтова долина, яка тягнеться від центра континенту до океану. Ґрунти долини надзвичайно родючі, і ця область, разом з долиною Престіміона, яка примикає до неї на півночі, є житницею всього континенту; тут вдається збирати до шести урожаїв на рік. Приблизно посередині долини знаходиться місто Дюлорн, яке населене переважно гейрогами; гейроги також складають більшість населення всієї довколишньої сільськогосподарської області. Від Дюлорна починається основний транспортний шлях, який з’єднує захід континенту з долиною Зімру.

### Західне узбережжя
Головний порт західного узбережжя Зімроеля, оберненого до Великого Океану — Підруїд, який знаходиться на березі добре ізольованої від океанських штормів затоки. Область довкола Підруїда і розташованого неподалік Фалкінкіпа — центр племінного скотарства, тут розводять тяглових тварин, генетично виведених десь на початку заселення планети і надзвичайно добре пристосованих до своєї функції; ці тварини є основою вантажного транспорту на сучасному Маджипурі.

### П'юрифайн
П'юрифайн — резервація п'юриварів, до якої вони були переселені лордом Стіамотом після багаторічної війни, що відбувалася близько 8000 років від умовного «зараз». П'юрифайн знаходиться в джунглях центрального Зімроеля і практично з усіх боків оточений природними перешкодами: високими горами Гонгар на півдні, Укосом Велатіса (величезним геологічним скидом близько 2 км заввишки) на сході і бурхливою річкою Стейч на заході. Лише на півночі доступ до країни п'юриварів нічого не перешкоджає, і місто Верф на ріці Зімр — звичайна відправна точка для усіх, хто подорожує до П'юрифайна через так звану Верфську браму.
П'юривари живуть у дуже примітивний спосіб; існує лише два більш-менш великих поселення: столиця Іллірівойн та місто Авендройн, які складаються переважно з дерев’'них чи плетених з очерету хатин.
На півночі країни, неподалік від Верфської брами знаходиться П'юрифайнський фонтан — велетенській гейзер, який вивергається раз на півгодини, вистрілюючи струмінь гарячої води на висоту близько 200 м. П'юривари вважали фонтан священним місцем і використовали його для жертвоприношень — жертви скидались в озеро, і під час виверження або вбивалися гідравлічним ударом, або розбивалися, падаючи з висоти, куди їх підіймав струмінь виверженої води.

### Велатіс
В центрі континенту, на південь від П'юрифайну, існує ще одна географічно ізольована область, оточена з усіх боків горами; головним містом цієї області є Велатіс. З долиною Дюлорн область Велатіса сполучається через перевал Стіамота. В горах довкола Велатіса існують родовища чорного велатисського мармуру — будівельного та облицювального матеріалу, який високо цінується по всьому Маджипуру. Клімат в Велатісі дуже дощовитий, а ґрунти кам’янисті. Велатіс докладно описується в оповіданні «Злодійка з Ні-Мойї» «Маджипурських хронік».

## Сувраель
Більшу частину південного континенту Сувраеля займає надзвичайно суха і ворожа Пустеля Вкрадених Снів; по краям пустелі існують вузькі смуги трав’янистих саван, здатних підтримувати інтенсивне пасовищне скотарство.

## Клімат
Клімат Маджипура переважно тропічний і субтропічний; сніг і крига згадуються тільки стосовно гірських вершин (зокрема, Кінторських гір на півночі Зімроеля), полярні льодовики чи айсберги не згадуються зовсім. На планеті існують пори року, але різниця між ними незначна; в більшості сільськогосподарських регіонів збирається декілька урожаїв на рік. Саме надзвичайна продуктивність маджипурського сільського господарства подається як основна причина легкості життя на планеті, злагоди в її суспільному житті і відсутності як соціального напруження, так і потягу до соціальних чи будь-яких інших радикальних змін.